# SkiGull

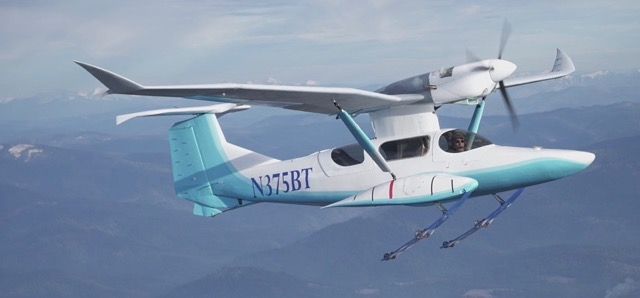
«SkiGull» у своєму першому польоті (лижне шасі випущено).

SkiGull (каламбур слів "чайка на лижах" і "небесна чайка") — легкий американський літак-амфібія, розроблений конструктором Бертом Рутаном.

## Тактико-технічні характеристики

### Технічні характеристики
Характеристики наведені за описом літака на сайті AVweb:
- Екіпаж: 1 чоловік
- Двигуни:

- 1 × Rotax 912iS з повітряним і рідинним охолодженням, горизонтально-опозитний, з пропелером (100 к. с.)
- 2 електричних двигуна, кожен (12 к. с.)

### Льотні характеристики
- Крейсерська швидкість: 315 км/ч